# بيلار لوبيز دي أيالا
بيلار لوبيز دي أيالا (بالإسبانية: Pilar López de Ayala)‏ هي ممثلة إسبانية، ولدت في 18 سبتمبر 1978 بمدريد في إسبانيا.

## أعمال

### أفلام
- (2004) جسر سان لويس راي

## وصلات خارجية
- بيلار لوبيز دي أيالا على موقع IMDb (الإنجليزية)
- بيلار لوبيز دي أيالا على موقع قاعدة بيانات الأفلام العربية
- بيلار لوبيز دي أيالا على موقع ألو سيني (الفرنسية)
- بيلار لوبيز دي أيالا على موقع تيرنر كلاسيك موفيز (الإنجليزية)
- بيلار لوبيز دي أيالا على موقع أول موفي (الإنجليزية)
- بيلار لوبيز دي أيالا على موقع قاعدة بيانات الفيلم (الإنجليزية)
- بيلار لوبيز دي أيالا على موقع كينوبويسك (الروسية)